# David Reid
Pour les articles homonymes, voir David Reid (boxe anglaise) et Reid.
David Reid (né et décédé à des dates inconnues) fut un joueur de football écossais.

## Biographie
Il a notamment joué pour le club écossais de l'Hibernian Football Club et a fini meilleur buteur de la Scottish Football League Division One lors de la saison 1902–03 avec 14 buts.

## Palmarès
Hibernian FC
- Champion du Championnat d'Écosse de football (1) :
  - 1903.
- Meilleur buteur du Championnat d'Écosse de football (1) :
  - 1903: 14 buts.